# ダイアーノ
ダイアーノ（伊: Daiano）は、イタリア共和国トレンティーノ＝アルト・アディジェ州トレント自治県ヴィッレ・ディ・フィエンメに属する分離集落（フラツィオーネ）。
かつては独立したコムーネであったが、2020年1月1日にカラーノ、ヴァレーナと合併して新自治体の一部となった。

## 地理

### 位置・広がり
トレント自治県北東部、ヴァル・ディ・フィエンメに位置するコムーネ。ヴァル・ディ・フィエンメの中心地であるカヴァレーゼから北西へ1km、ボルツァーノから南南東へ23km、県都トレントから北東へ35kmの距離にある。

#### 隣接コムーネ
コムーネとしてのダイアーノは、以下のコムーネと隣接していた。括弧内のBZはボルツァーノ自治県所属を示す。
- アルディーノ (BZ)
- カラーノ
- カヴァレーゼ
- ヴァレーナ

## 住民

### 言語
| 少数言語話者の割合（2011年） | 少数言語話者の割合（2011年） | 少数言語話者の割合（2011年） | 少数言語話者の割合（2011年） | 少数言語話者の割合（2011年） |
| ---------------------------- | ---------------------------- | ---------------------------- | ---------------------------- | ---------------------------- |
|                              |                              |                              |                              |                              |
| ラディン語                   | ラディン語                   |                              | 1.2%                         | 1.2%                         |
| モケーニ語                   | モケーニ語                   |                              | 0.0%                         | 0.0%                         |
| チンブロ語                   | チンブロ語                   |                              | 0.0%                         | 0.0%                         |

2011年10月9日に行われた国勢調査によれば、若干のラディン語話者がいる。